# غاري وايت (لاعب كرة قاعدة)
غاري وايت (بالإنجليزية: Gary White)‏ هو لاعب كرة قاعدة أسترالي، ولد في 8 ديسمبر 1967.

## وصلات خارجية
- غاري وايت على موقع أوليمبيديا (الإنجليزية)